# Melanotrichia kibuneana
Melanotrichia kibuneana är en nattsländeart som först beskrevs av Tsuda 1942.  Melanotrichia kibuneana ingår i släktet Melanotrichia och familjen Xiphocentronidae. Inga underarter finns listade i Catalogue of Life.